# Albert Johnston (piłkarz)
Albert Johnston (ur. 17 kwietnia 1880 w Galt, zm. 6 stycznia 1941 tamże) – kanadyjski piłkarz, zawodnik kanadyjskiego klubu Galt F.C., mistrz olimpijski.
W igrzyskach olimpijskich wziął udział w 1904 w Saint Louis. Startowały wówczas trzy zespoły klubowe, dwa ze Stanów Zjednoczonych i jeden z Kanady. Kanadyjczycy wygrali wszystkie spotkania i zdobyli złoto. Johnston, grający na tym turnieju jako pomocnik nie zdobył żadnego gola.  
Przed Galt F.C. grał dla klubu Toronto Gore Vales. Zwycięzca Ontario Cup (1902, 1903). Pracował jako operator maszyny.